# كيري هايز
كيري هايز (بالإنجليزية: Kerrie Hayes)‏ هي ممثلة بريطانية، ولدت في 1986 في أنفيلد ‏ في المملكة المتحدة.

## وصلات خارجية
- كيري هايز على موقع IMDb (الإنجليزية)
- كيري هايز على موقع قاعدة بيانات الفيلم (الإنجليزية)